# Zellatmung
Die Zellatmung ist ein Stoffwechselvorgang, bei dem durch Oxidation organischer Stoffe Energie gewonnen wird. Im häufigsten Fall, der aeroben Atmung, die bei allen Eukaryoten und bei vielen Prokaryoten vorliegt, wird dabei Sauerstoff (O2) als Oxidationsmittel genutzt. Als Endprodukte werden Kohlendioxid (CO2) und Wasser (H2O) frei. Die dabei gewonnene Energie steht in Form von Adenosintriphosphat (ATP) für energieverbrauchende Lebensvorgänge zur Verfügung.
Bei Prokaryoten kommt außerdem die anaerobe Atmung vor, bei der anstelle von Sauerstoff andere Stoffe als Oxidationsmittel dienen.

## Übersicht
Die Zellatmung entspricht, allerdings nur formal, einer „kalten Verbrennung“. Der Vorgang läuft in vielen kleinen Einzelschritten ab, und die freiwerdende Energie kann daher zu großen Teilen gespeichert werden. Der hierbei im Organismus am häufigsten „verbrannte“ Stoff ist Glucose (Traubenzucker). Die Summengleichung lautet in diesem Fall:
{\displaystyle \mathrm {C_{6}H_{12}O_{6}+6\ O_{2}\longrightarrow 6\ CO_{2}+6\ H_{2}O} }
Aus einem Molekül Glucose und sechs Molekülen Sauerstoff werden sechs Moleküle Kohlenstoffdioxid und sechs Moleküle Wasser.
Dabei werden Glucose zu Kohlendioxid oxidiert und zugleich Sauerstoff zu Wasser reduziert – eine in viele Einzelschritte zerlegte Redoxreaktion. Eine Redoxreaktion kann formal als eine Übertragung von Elektronen betrachtet werden, wobei die Oxidation eines Reaktionsteilnehmers eine Abgabe von Elektronen und die Reduktion eines anderen Teilnehmers eine Aufnahme von Elektronen darstellt. Parallel erfolgen jedoch auch Übertragungen von Protonen, was in der Summe – allerdings im Ablauf getrennt – einer Übertragung von Wasserstoff entspricht.

## Ablauf
Die Zellatmung umfasst folgende Teilprozesse:
1. die Glykolyse,
2. den Citratzyklus und
3. die Endoxidation in der Atmungskette.

### Glykolyse

Glykolyse

Die Glykolyse (= Zuckerzerlegung) läuft im Cytoplasma ab. Bei diesem Vorgang wird Glucose gespalten. Zunächst erfolgt eine zweifache Phosphorylierung, wobei erst Glucose-6-phosphat entsteht, das über Fructose-6-phosphat in Fructose-1,6-bisphosphat übergeht. Für diese Prozesse werden 2 Moleküle ATP zu 2 Molekülen ADP dephosphoryliert. Durch die Phosphorylierungen ist der Zucker nun in einem aktivierten Zustand. Dieser C6-Körper wird dann in zwei C3-Körper gespalten, in ein Molekül Dihydroxyacetonphosphat (DHAP) und ein Molekül Glycerinaldehyd-3-phosphat (GAP). Nur das Glycerinaldehyd-3-phosphat wird weiter abgebaut, deswegen wird das DHAP in dieses isomerisiert.
Ein weiteres Molekül anorganischen Phosphates wird angelagert und GAP wird oxidiert, wodurch 1,3-Bisphosphoglycerat (1,3bPG) entsteht. Die Elektronen werden auf den Wasserstoffüberträger NAD+ (Nicotinamidadenindinukleotid) übertragen. Im weiteren Schritt wird ein Phosphatrest (Pi) auf ADP übertragen, so dass ATP und Glycerinsäure-3-phosphat (3-PG) entstehen. 3-PG wird zu Glycerinsäure-2-phosphat (2-PG) isomerisiert. Durch Abspaltung von Wasser entsteht daraus Phosphoenolpyruvat (PEP). In diesem letzten Schritt der Glykolyse wird auch der letzte Phosphatrest auf ADP übertragen, so dass Pyruvat und ATP entstehen. Auf dem Weg von GAP zum Pyruvat werden also je Molekül GAP zwei Moleküle ATP durch Phosphorylierung von ADP gebildet.
Nettobilanz der Glykolyse:
{\displaystyle \mathrm {Glucose+2\ NAD^{+}+2\ ADP+2\ P_{i}\longrightarrow } } {\displaystyle \mathrm {2\ Pyruvat+2\ NADH+2\mathbb {H} ^{+}+2\ ATP+2\ H_{2}O} }

### Citratzyklus
Der Citratzyklus findet bei Eukaryoten in der Matrix der Mitochondrien und bei Prokaryoten im Cytoplasma statt. Er ist nach dem ersten Zwischenprodukt benannt, dem Citrat, dem Anion der Citronensäure.
Zunächst wird das Pyruvat aus der Glykolyse durch eine oxidative Decarboxylierung in Acetat, das Anion der Essigsäure, umgewandelt, wobei CO2 abgespalten (Decarboxylierung) und 2 H-Atome auf NAD+ übertragen werden (Redoxreaktion). Das Acetat wird dabei an Coenzym A (CoA) gebunden, so dass Acetyl-CoA entsteht.
Bilanz der oxidativen Decarboxylierung von Pyruvat:
{\displaystyle \mathrm {2\ Pyruvat+2\ NAD^{+}+2\ CoA\longrightarrow } } {\displaystyle \mathrm {2\ Acetyl{\text{-}}CoA+2\ CO_{2}+2\ NADH+2\ H^{+}} }

Citratzyklus

Das Acetyl-CoA wird dann in den Citratzyklus eingeschleust, indem es mit Oxalacetat zu Citrat kondensiert – durch Aufnahme von Wasser und Abspaltung von Coenzym A. Dabei wird also das Coenzym A regeneriert. Anschließend erfolgen zwei weitere oxidative Decarboxylierungen. Bei der ersten wird CO2 abgespalten und Wasserstoff vom Wasserstoffüberträger NAD+ übernommen (Bildung von NADH), so dass α-Ketoglutarat gebildet wird. Im nächsten Schritt wird mit Hilfe von Coenzym A erneut CO2 abgespalten und Wasserstoff auf NAD+ übertragen. Die darauf folgenden Schritte dienen nur noch der Regenerierung von Oxalacetat, damit der Zyklus wieder von vorn beginnen kann. Dies geschieht über die Moleküle Succinyl-CoA, Succinat, Fumarat und Malat.
Bilanz des Citratzyklus (läuft je Molekül Glucose zweimal ab, da aus 1 Mol Glucose 2 Mol Pyruvat und somit auch 2 Mol Acetyl-Coenzym A gebildet werden):
{\displaystyle \mathrm {2\ Acetyl{\text{-}}CoA+6\ NAD^{+}+2\ FAD+2\ GDP+2\ P_{i}+4\ H_{2}O\longrightarrow } } {\displaystyle \mathrm {4\ CO_{2}+6\ NADH+6\ H^{+}+2\ FADH_{2}+2\ GTP+2\ CoA} }

### Atmungskette
Durch den bisherigen Prozess sind 4 ATP entstanden. Den größten Teil der ATP-Ausbeute liefert jedoch die Atmungskette durch Oxidation der an die Wasserstoffüberträger NAD und FAD gebundenen Wasserstoffatome mit Sauerstoff (O2). Insgesamt stehen 10 NADH (2 aus der Glykolyse, 2 aus der oxidativen Decarboxylierung und 6 (2 mal 3) aus dem Citratzyklus) und 2 FADH2 (Flavinadenindinukleotid) zur Verfügung, also 24 Reduktionsäquivalente.
Ein NADH gibt 2 Elektronen (e−) ab, wodurch der am NAD gebundene Wasserstoff als Proton (H+) frei wird und das verbleibende NAD-Molekül positiv geladen wird: NAD+. Weil die so abgegebenen 2 Elektronen auf einem recht hohen Energieniveau liegen (sehr niedriges Redoxpotential des Redoxpaares NADH/NAD+), können mit ihrer Hilfe 10 Protonen aus der Matrix in den Intermembranraum transportiert werden. Dies geschieht folgendermaßen: Die 2 Elektronen des NADH reduzieren den ersten Komplex (Komplex I) von mehreren Enzym-Komplexen der Atmungskette, die sich zwischen Matrix und Intermembranraum des Mitochondriums befinden. Jedes Elektron wird nun über Redoxreaktionen von einem Enzym-Komplex zum nächsten weitergegeben. Aufgrund der Weitergabe von Elektronen von Komplex zu Komplex wird dieser Vorgang auch als Elektronentransportkette bezeichnet. Durch den Komplex I, den Komplex III und den Komplex IV werden H+-Ionen (Protonen) aus der Matrix in den Intermembranraum transportiert. Im Intermembranraum entsteht auf diese Weise eine hohe Wasserstoffionen-Konzentration, wodurch ein pH-Wert unter 7 entsteht, und sich ein osmotisches Potential bildet. Die Redoxreaktionen und die Entstehung des osmotischen Potentials zusammen werden Chemiosmose genannt: Die Redoxreaktionen sind chemische Umsetzungen, der Unterschied der H+-Konzentrationen von Matrix und Intermembranraum stellt ein osmotisches Potential dar.
Die Protonen fließen schließlich durch die membrangebundene ATP-Synthase vom Intermembranraum in den Matrixraum zurück. Dieses Enzym katalysiert die Synthese von ATP aus einem Phosphatrest und ADP. Die in der protonenmotorischen Kraft steckende Durchflussenergie wird dazu genutzt, dass entstandenes ATP von der ATP-Synthase freigesetzt wird. Der Transport eines Moleküls ADP aus dem Cytoplasma in die Matrix bzw. umgekehrt der Transport eines Moleküls ATP in das Cytoplasma wird durch eine ATP/ADP-Translokase katalysiert. Für diesen Transport wird jedoch auch der Protonengradient angezapft, so dass für die Verfügbarkeit von ATP bzw. ADP ein Proton verbraucht wird. Damit müssen mindestens 4 Protonen für die Erzeugung eines Moleküls ATP berechnet werden.
Durch die Oxidation von einem NADH entstehen somit 2,5 ATP. Ausnahme sind die zwei NADH aus der Glykolyse. Diese befinden sich noch im Cytoplasma und müssen erst in die Mitochondrien transportiert werden. Erfolgt dies mit Hilfe des Glycerin-3-Phosphat-Shuttles, gewinnt man aus diesen nur je 1,5 ATP. Da 8 + 2 NADH oxidiert werden, entstehen insgesamt 8 × 2,5 + 2 × 1,5 = 23 ATP. Wird jedoch cytosolisches NADH durch den Malat-Aspartat-Shuttle in die Matrix gebracht, können daraus analog je Reduktionsäquivalent 2,5 mol ATP erzeugt werden. Damit können maximal 10 × 2,5 = 25 ATP erzeugt werden.
Mit dem FADH2 verläuft der Vorgang im Prinzip genauso, nur gibt FADH2 auf einem höheren Redoxpotential und damit niedrigeren Energieniveau Elektronen ab. Dessen Elektronen können also erst auf einer energetisch niedriger stehenden Stufe in die Atmungskette eingeschleust werden. Deshalb können mit Hilfe der beiden Elektronen des FADH2 nur 6 Protonen (anstatt 10 Protonen wie bei NADH) aus der Matrix in den Intermembranraum gepumpt werden. Mit einem FADH2 werden infolgedessen nur 1,5 ATP gebildet. Da zwei FADH2 oxidiert werden, entstehen dabei 3 ATP.
Die Protonen und die Elektronen des NADH und des FADH2 (insgesamt 24) werden zusammen mit 6 Molekülen O2, die durch die Membran in die Mitochondrienmatrix transportiert werden, zu 12 H2O oxidiert. Die Elektronen- bzw. Wasserstoffüberträger NAD+ und FAD können durch Aufnahme von je 2 e− und 2 H+ wieder zu NADH bzw. FADH2 reduziert werden.
Bilanz der Atmungskette (bei maximaler ATP-Ausbeute durch Malat-Aspartat-Shuttle):
{\displaystyle \mathrm {10\ NADH+10\ H^{+}+2\ FADH_{2}+28\ ADP+28\ P_{i}+6\ O_{2}\longrightarrow } } {\displaystyle \mathrm {10\ NAD^{+}+2\ FAD+12\ H_{2}O+28\ ATP} }

### Energiebilanz
| Schritt                      | Coenzym-Ausbeute | ATP-Ausbeute   | ATP-Quelle |
| ---------------------------- | ---------------- | -------------- | --- |
| Glykolyse Vorbereitungsstufe |                  | −2             | für die Zerlegung der Glucose in 2 Moleküle Glycerinaldehyd-3-phosphat benötigte Energie                          |
| Glykolyse Ertragsstufe       |                  | 4              | Substratkettenphosphorylierung                                                                                    |
| Glykolyse Ertragsstufe       | 2 NADH           | 3 oder 5       | Oxidative Phosphorylierung (3 bei Verwendung des Glycerin-3-phosphat-Shuttles oder 5 beim Malat-Aspartat-Shuttle) |
| Oxidative Decarboxylierung   | 2 NADH           | 5              | Oxidative Phosphorylierung                                                                                        |
| Citratzyklus                 |                  | 2              | Substratkettenphosphorylierung (in Form von GTP)                                                                  |
| Citratzyklus                 | 6 NADH           | 15             | Oxidative Phosphorylierung                                                                                        |
| Citratzyklus                 | 2 FADH2          | 3              | Oxidative Phosphorylierung                                                                                        |
| Gesamtausbeute               | Gesamtausbeute   | 30 oder 32 ATP | pro Molekül Glucose                                                                                               |

Da Prokaryoten keine Zellkompartimente besitzen, müssen sie nicht Energie für intrazelluläre Transportvorgänge ausgeben und können aus einem Mol Glucose 36 bis 38 Mol ATP gewinnen.